# Чемпионат России по хоккею с шайбой 1998/1999 (составы)
Составы команд чемпионата России по хоккею с шайбой 1998/99.
Указано гражданство хоккеистов, не являвшихся гражданами России (согласно eliteprospects.com).

### 1. «Металлург» Магнитогорск
Вратари: Борис Тортунов, Сергей Земченок.
Защитники:  Олег Леонтьев,  Игорь Земляной, Сергей Тертышный,  Андрей Соколов,  Владимир Антипин, Андрей Сапожников,  Олег Микульчик,  Вадим Гловацкий, Валерий Никулин, Иван Сидоров.
Нападающие: Андрей Разин, Сергей Гомоляко,  Александр Корешков,  Евгений Корешков, Алексей Степанов, Александр Гольц, Сергей Осипов, Андрей Кудинов, Дмитрий Попов,  Михаил Бородулин, Равиль Гусманов,  Константин Шафранов, Валерий Карпов, Эльдар Нажмутдинов, Андрей Петраков, Дмитрий Максимов.
Главный тренер: Валерий Белоусов.

### 2. «Динамо» Москва
Вратари: Алексей К. Егоров, Ильдар Мухометов.
Защитники: Руслан Батыршин,  Александр Журик, Роман Золотов, Дмитрий Кокорев, Андрей Марков, Олег Ореховский, Виталий Прошкин,  Алексей Трощинский, Александр Хаванов, Игорь Щадилов.
Нападающие:  Николай Антропов, Максим Афиногенов, Валерий Белов, Лев Бердичевский, Руслан Берников, Юрий Буцаев, Борис Зеленко, Михаил Иванов,  Алексей Калюжный, Денис Карцев, Павел Катрич, Александр Кувалдин, Андрей Николишин, Сергей Петренко, Андрей Попугаев, Александр Прокопьев, Станислав Романов, Александр Степанов, Дмитрий Субботин, Алексей Терещенко, Александр Харитонов, Валерий Чёрный, Артём Чубаров.
Главный тренер: Зинэтула Билялетдинов.

### 3. «Торпедо» Ярославль
Вратари: Егор Подомацкий, Олег Шевцов.
Защитники: Алексей Амелин, Виталий Вишневский, Илья Горохов, Михаил Доника, Сергей Жуков, Дмитрий Красоткин, Илья Макаров, ' 'Игорь Малыхин, Андрей Соболев, Дмитрий Стулов, Ильдар Юбин, Андрей Яханов.
Нападающие: Владимир Антипин, Александр Ардашев, Денис Афиногенов, Антон Бут, Сергей Вереникин, Дмитрий Власенков, Алексей Горшков, Алексей Ю. Егоров, Владимир Жашков, Евгений Лапин,  Виталий Литвиненко, Роман Ляшенко,  Алексей Мурзин (← «Нефтехимик»),  Александр Ниживий,  Дмитрий Панков, Владимир Самылин, Пётр Счастливый.
Главный тренер: Пётр Воробьёв.

## «Ак Барс»
- Вр Олег Грачёв
- Вр Андрей Трефилов
- Вр Дмитрий Ячанов
- Зщ Артём Анисимов
- Зщ Дмитрий Балмин
- Зщ Сергей Баутин
- Зщ Евгений Варламов
- Зщ  Юрий Гунько
- Зщ Александр Завьялов
- Зщ Сергей Зимаков
- Зщ Халим Нигматуллин
- Зщ Евгений Петрочинин
- Зщ  Александр Савицкий
- Зщ Рафаэль Якубов
- Нп  Олег Антоненко
- Нп Денис Архипов
- Нп Роман Баранов
- Нп Алмаз Гарифуллин
- Нп Ильнур Гизатуллин
- Нп Кирилл Голубев
- Нп Евгений Давыдов
- Нп Сергей Золотов
- Нп Алексей Кудашов
- Нп Эдуард Кудерметов
- Нп Виталий Прохоров
- Нп Михаил Сарматин
- Нп  Андрей Скабелка
- Нп Игорь Степанов
- Нп Александр Трофимов
- Нп Алексей Чупин
- Главный тренер: Юрий Моисеев

## «Металлург» Новокузнецк
- Вр Максим Батков
- Вр  Роман Кривомазов
- Вр Вадим Тарасов
- Зщ  Дмитрий Дубровский
- Зщ Андрей Евстафьев
- Зщ  Вячеслав Завальнюк
- Зщ Юрий Зуев
- Зщ  Алексей Коледаев
- Зщ Борис Кузьмин
- Зщ Роман Кухтинов
- Зщ  Евгений Пупков
- Нп Павел Агарков
- Нп  Игорь Беляевский
- Нп  Виталий Валуй
- Нп Дмитрий Демидов
- Нп Вадим Епанчинцев
- Нп  Владимир Завьялов ← «Северсталь»
- Нп Игорь Зеленчев
- Нп Сергей Зиновьев
- Нп Дмитрий Клевакин
- Нп Владимир Кормачев
- Нп  Николай Курочкин → «С. Юлаев»
- Нп Александр Малахов
- Нп  Александр Матвийчук ← ЦСКА
- Нп Вадим Морозов
- Нп Сергей Москалев
- Нп Руслан Ревякин
- Нп Алексей Ткачук
- Нп Александр Харламов
- Нп Ринат Хасанов
- Нп Сергей Шаламай
- Главный тренер: Сергей Николаев

## «Авангард»
- Вр  Александр Вьюхин
- Вр Дмитрий Мыльников
- Вр Евгений Тарасов
- Зщ Олег Вевчеренко
- Зщ Сергей Коробкин
- Зщ Владимир Крамской
- Зщ Альберт Логинов
- Зщ Константин Маслюков
- Зщ  Игорь В. Никитин
- Зщ Юрий Панов
- Зщ Дмитрий Рябыкин
- Зщ Сергей Сорокин
- Зщ Олег Угольников
- Зщ Дмитрий Фролов
- Нп Константин Баранов
- Нп  Александр Гальченюк
- Нп Константин Голохвастов
- Нп Игорь Дорофеев
- Нп Игорь Дякив
- Нп Сергей Елаков
- Нп Александр Ермаков
- Нп Сергей Жеребцов
- Нп Дмитрий Затонский
- Нп  Павел Каменцев
- Нп  Олег Кряжев
- Нп Юрий Леонов
- Нп  Михаил Медведев
- Нп Александр А. Попов
- Нп Рамиль Сайфуллин
- Нп  Андрей Самохвалов
- Нп Андрей Субботин
- Нп Максим Сушинский
- Нп Егор Шастин
- Нп Равиль Якубов
- Главный тренер: Владимир Голубович

## «Лада»
- Вр Сергей Николаев
- Вр  Венсан Риндо
- Вр Сергей Фадеев
- Зщ  Артём Аргоков
- Зщ Дмитрий Быков
- Зщ Олег Волков
- Зщ Александр Гуськов
- Зщ Олег Давыдов
- Зщ Сергей Журиков
- Зщ Олег Комиссаров
- Зщ Андрей Кручинин
- Зщ Владимир Маленьких
- Зщ Артур Октябрев
- Зщ  Олег Хмыль → ЦСК ВВС
- Зщ Денис Цыгуров
- Нп Алексей Акифьев
- Нп Алексей Алексеев
- Нп Денис Афанасьев
- Нп Максим Балмочных
- Нп Игорь Бахмутов
- Нп Вячеслав Безукладников
- Нп Олег Белкин
- Нп Юрий Буцаев
- Нп Роман Горев
- Нп Павел Десятков
- Нп Юрий Злов
- Нп Денис Метлюк
- Нп Айдар Мусакаев
- Нп Александр Нестеров
- Нп Евгений Н. Павлов
- Нп Станислав Романов
- Нп Иван Свинцицкий
- Нп Дмитрий Субботин
- Нп Андрей Тарасенко
- Нп Дмитрий Шандуров
- Нп Сергей Шиханов
- Нп Сергей Севостьянов
- Нп Михаил Севостьянов
- Главный тренер: Геннадий Цыгуров

## «Молот-Прикамье»
- Вр Евгений Рябчиков
- Вр  Леонид Фатиков
- Вр Константин Чащухин
- Зщ Вадим Галкин
- Зщ Сергей Мильто
- Зщ Андрей Никишов
- Зщ Дмитрий Пархоменко
- Зщ Василий Первухин
- Зщ Сергей Плотников
- Зщ Мурат Стержанов
- Зщ Олег Тимофеев
- Зщ Дмитрий Филимонов
- Зщ  Александр В. Юдин
- Нп Александр Агеев
- Нп Евгений Ахметов
- Нп Николай Бардин
- Нп  Дмитрий Бернатавичюс
- Нп Дмитрий Воронежев
- Нп Сергей Губанов
- Нп Александр Гулявцев
- Нп Михаил Ипатов
- Нп Игорь Кононов
- Нп Алексей Панин
- Нп Дмитрий Пирожков
- Нп Алексей Погодин
- Нп Дмитрий Романов
- Нп Олег Савчук
- Нп Михаил Солдатов
- Нп Вадим Щелкунов
- Главный тренер: Валерий Постников

## «Салават Юлаев»
- Вр Игорь Васильев
- Вр Владимир Тихомиров
- Зщ Владимир Алексеев
- Зщ Алексей Данилов
- Зщ Артём Зубарев
- Зщ Владимир Капуловский
- Зщ  Олег Коваленко
- Зщ Павел Комаров
- Зщ Владислав Озолин
- Зщ Михаил Потапов
- Зщ Венер Сафин
- Зщ  Сергей Федотов
- Зщ Николай Цулыгин
- Нп Артём Бахарев
- Нп Рустем Габдуллин
- Нп Алик Гареев
- Нп Андрей Давлетов
- Нп  Пётр Девяткин
- Нп Дмитрий Денисов
- Нп Николай Заварухин
- Нп Дмитрий Калачев
- Нп  Михаил Козлов
- Нп  Николай Курочкин ← «Металлург» Н
- Нп Раиль Муфтиев
- Нп Руслан Нуртдинов
- Нп Руслан Ревякин
- Нп Андрей Сидякин
- Нп Борис Тимофеев
- Нп Айдар Хайруллин
- Нп Дмитрий Холепа
- Нп Азат Шарипов
- Нп Руслан Шафиков
- Нп Наиль Шаяхметов
- Нп Альфред Юнусов
- Главный тренер: Рафаил Ишматов

## «Амур»
- Вр  Павел Бессонов
- Вр Олег Филимонов
- Зщ  Олег Болякин
- Зщ Евгений Голденков
- Зщ Олег Горбенко
- Зщ Андрей Киселев
- Зщ Евгений Кувеко
- Зщ  Евгений Кузьмин
- Зщ Сергей Нарушко
- Зщ Михаил Переяслов
- Зщ Алексей Плотников
- Зщ  Роман Шипулин
- Зщ Дмитрий Шулаков
- Зщ Сергей Ясаков
- Нп  Игорь Андрющенко
- Нп Алексей Будаев
- Нп  Ильдус Габдрахманов
- Нп Игорь Горбенко
- Нп Дмитрий Горенко
- Нп Алексей Ждахин
- Нп Александр Казаков
- Нп  Денис Леонов
- Нп  Игорь Николаев
- Нп  Станислав Пиневский
- Нп Дмитрий Саяпин
- Нп Александр Скугарев
- Нп  Алексей Страхов
- Нп Дмитрий Тарасов
- Нп Анатолий Устюгов
- Нп  Александр Филиппов
- Нп Юрий Фимин
- Нп Дмитрий Шпаковский
- Главный тренер: Владимир Мариничев

## «Липецк»
- Вр Андрей Болсуновский
- Вр Виктор Чистов
- Зщ Вячеслав Бабурин
- Зщ Артём Волков
- Зщ Андрей Голубев
- Зщ Виктор Дронов
- Зщ Роман Мозгунов
- Зщ Вадим Навроцкий
- Зщ Валерий Олейник
- Зщ Евгений Петров
- Зщ Сергей Филин
- Зщ Евгений Шалыгин
- Нп Андрей Андреев
- Нп Алексей Баранов
- Нп  Андрей Гаврилин ← «Трактор»
- Нп Яков Деев
- Нп Константин Касаткин
- Нп Дмитрий Коннов
- Нп Николай Копытин
- Нп Роман Костромин
- Нп Константин Кузьмичев
- Нп  Евгений Летов
- Нп Виктор Ли
- Нп  Мурат Мухаметов
- Нп Дмитрий Нагорных
- Нп Алексей Погодин
- Нп Алексей Полозов
- Нп  Эдуард Поляков
- Нп Владислав Пустовалов
- Нп Александр Романенко
- Нп Олег Рудаков
- Нп Андрей Вен. Смирнов
- Нп Александр Титов
- Нп  Андрей Цыба
- Главный тренер: Виктор Семыкин

## ЦСКА
- Вр Максим Михайловский
- Вр Андрей Ан. Царев
- Зщ Андрей Дылевский
- Зщ Александр Ждан
- Зщ Николай Игнатов
- Зщ Дмитрий Мотков
- Зщ  Артём Остроушко
- Зщ Сергей Сёмин
- Зщ Павел Траханов
- Зщ Василий Турковский
- Зщ  Максим Цветков
- Зщ Станислав Шальнов
- Нп Руслан Берников
- Нп Владислав Брызгалов
- Нп Александр Бутурлин
- Нп Михаил Бутурлин
- Нп Дмитрий Вершинин
- Нп Денис Дорохин
- Нп Игорь Журкин
- Нп Александр Зевахин
- Нп Александр Зыбин
- Нп Дмитрий Кириленко
- Нп Алексей Кровопусков
- Нп Альберт Лещев
- Нп Сергей Вл. Макаров
- Нп  Александр Матвийчук → «Металлург» Н
- Нп Егор Михайлов
- Нп Максим Орлов
- Нп Виталий Прохоров
- Нп Руслан Ревякин
- Нп Александр Скопцов
- Нп  Дмитрий Старостенко
- Нп Дмитрий Тепляков
- Нп Алексей Черников
- Главный тренер: Борис Михайлов

## «Нефтехимик»
- Вр Олег Глебов
- Вр Сергей Дроздов
- Вр  Юрий Ивашин
- Вр  Дмитрий Мошонкин (Карпиков)
- Вр Евгений Чечин
- Зщ Андрей Булдаков
- Зщ Александр Жмаев
- Зщ Алексей Кулагин
- Зщ Леонид Лабзов
- Зщ Андрей Мажугин
- Зщ Илья Макаров
- Зщ Владислав Макаров
- Зщ Артём Марьямс
- Зщ Максим Масленников
- Зщ Альберт Миннекаев
- Зщ Халим Нигматуллин
- Зщ  Андрей Николаев
- Зщ Дмитрий Плеханов
- Зщ  Вячеслав Тимченко
- Зщ Ремир Хайдаров
- Зщ Дмитрий Чикин
- Нп Дмитрий Безруков
- Нп  Константин Буценко
- Нп Дмитрий Ванясов
- Нп Алексей Вахрушев
- Нп Марсель Гарипов
- Нп Кирилл Голубев
- Нп Павел Дума
- Нп Евгений Захаров
- Нп Айрат Кадейкин
- Нп Ринат Касьянов
- Нп Артём Миронов
- Нп  Евгений Млинченко
- Нп Евгений Муратов
- Нп  Алексей Мурзин → «Торпедо» Яр
- Нп Игорь Опалев
- Нп Денис Сажин
- Нп  Роман Сальников
- Нп  Анатолий Степанищев
- Нп Олег Толоконцев
- Нп Андрей Ал. Царёв
- Главный тренер: Александр Соколов

## «Мечел»
- Вр Александр Колобков
- Вр Остап Плосков
- Вр Альберт Ширгазиев
- Зщ  Марат Аскаров
- Зщ Сергей Бороздин
- Зщ Марк Величков
- Зщ Дамир Гайнутдинов
- Зщ Владимир Гапонов
- Зщ Василий Дубровин
- Зщ Игорь Каравдин
- Зщ Александр Короболин
- Зщ Иван Савин
- Зщ Игорь Хацей
- Зщ Алексей Храмцов
- Зщ Евгений Шишкин
- Нп Дмитрий Андреев
- Нп Валерий Андреев
- Нп Максим Ануфриев
- Нп Андрей Баландин
- Нп Максим Бец
- Нп Евгений Бобыкин
- Нп Сергей Бровин
- Нп Андрей Исмагилов
- Нп Виталий Казарин
- Нп Павел Лазарев
- Нп Евгений Любимов
- Нп Дмитрий Максимов
- Нп Дмитрий Нагорных
- Нп Константин Перегудов
- Нп Игорь Пименов
- Нп Евгений Хацей
- Нп Сергей Хрущев
- Нп  Дмитрий Шульга → «Динамо-Энергия» (перех.)
- Главный тренер: Николай Макаров

## «Северсталь»
- Вр Андрей Василевский
- Вр Игорь Галкин
- Вр Андрей Карпин
- Зщ Дмитрий Алёхин
- Зщ Олег Бурлуцкий
- Зщ Сергей Воронов
- Зщ Михаил Горбунов
- Зщ Алексей Данилов
- Зщ Леонид Канарейкин
- Зщ  Владимир Кирик
- Зщ Олег Комиссаров
- Зщ  Владимир Копать
- Зщ  Юрий Кривохижа
- Зщ  Александр Макрицкий → «Динамо-Энергия» (перех.)
- Зщ Степан Мохов
- Зщ Алексей Путилин
- Зщ Владимир Тарасов
- Зщ Сергей Цывко
- Нп Владимир Андреев
- Нп Сергей Бердников
- Нп Руслан Берников
- Нп  Александр Василевский ← «Сокол» ← «Кр. Советов»
- Нп Игорь Вязьмикин
- Нп  Сергей Губарев
- Нп Кирилл Двуреченский
- Нп  Дмитрий Дударев
- Нп  Владимир Завьялов → «Металлург» Н
- Нп  Константин Кольцов
- Нп Владимир Кочин
- Нп Андрей Кузьмин
- Нп Михаил Кулешов
- Нп Дмитрий Левинский
- Нп Вадим Молотилов
- Нп Дмитрий Назаров
- Нп Евгений А. Павлов
- Нп Игорь Петров
- Нп  Андрей Пчеляков
- Нп  Андрей Расолько
- Нп Владимир Уйманов
- Нп Андрей Шефер
- Нп  Сергей Шитковский
- Главный тренер: Леонид Киселёв, Владимир Голев (с 10 октября)

## ЦСК ВВС
- Вр Алексей Губарев
- Вр Евгений Лойферман
- Вр Алексей Шарнин
- Зщ Алексей Булдаков
- Зщ Дмитрий Быков
- Зщ Павел Велижанин
- Зщ Александр Долишня
- Зщ Сергей Журиков
- Зщ Павел Зубов
- Зщ Сергей Комаров
- Зщ Андрей Мартемьянов
- Зщ Евгений Мухин
- Зщ Игорь Б. Никитин
- Зщ Дмитрий Осипов
- Зщ Олег Поротников
- Зщ  Олег Хмыль ← «Лада»
- Зщ Дмитрий Шалабанов
- Зщ Олег Юшин
- Нп Алексей Акифьев
- Нп Алексей Алексеев
- Нп Алексей Жаглин
- Нп  Сергей Зак
- Нп Юрий Злов
- Нп Алексей Зуев
- Нп Евгений Иконников
- Нп Алексей Исаков
- Нп Алексей Климантов
- Нп  Игорь Корешков
- Нп Игорь Крашенинников
- Нп  Александр Кревсун
- Нп Андрей Кузнецов
- Нп  Юрий Литвинов
- Нп Сергей Мартынов
- Нп Айдар Мусакаев
- Нп Олег Науменко
- Нп Александр Рябов
- Нп Сергей Севостьянов
- Нп Михаил Севостьянов
- Нп Денис Тюрин
- Нп Дмитрий Чащин
- Нп Дмитрий Шандуров
- Нп Сергей Шиханов
- Нп Сергей Шумихин
- Главный тренер: Анатолий Долганов

## СКА
- Вр Валерий Иванников
- Вр Максим Соколов
- Вр Андрей Черноскутов
- Зщ Владислав Бульин
- Зщ  Сергей Гаркуша
- Зщ Денис Гостев
- Зщ Марат Давыдов
- Зщ Дмитрий Кукушкин
- Зщ Валерий Покровский
- Зщ Алексей Рубов
- Зщ Кирилл Сафронов
- Зщ Игорь Сипченко
- Зщ Евгений Филинов
- Зщ Святослав Хализов
- Зщ Александр Л. Юдин
- Нп Виктор Беляков
- Нп Олег Болтунов
- Нп Александр Виноградов
- Нп Илья Горбушин
- Нп Константин Горовиков
- Нп Владислав Громов
- Нп Алексей А. Егоров
- Нп Михаил Казакевич
- Нп Алексей Кознев
- Нп Олег Кузьмин
- Нп Вячеслав Курочкин
- Нп  Иван Логинов
- Нп Владимир Маслов
- Нп Дмитрий Г. Михайлов
- Нп Дмитрий М. Михайлов
- Нп Константин Молодцов
- Нп  Валентин Олецкий
- Нп Игорь Петров
- Нп Андрей Попугаев
- Нп Игорь Старковский
- Нп Александр Уракин
- Нп Юрий Цыплаков
- Главный тренер: Николай Маслов

## «Рубин»
- Вр Андрей Василевский
- Вр  Александр Гаврилёнок
- Вр Сергей Киряхин
- Зщ Дмитрий Алёхин
- Зщ Марк Величков
- Зщ  Андрей Волков
- Зщ Владимир Ганин
- Зщ Денис Денисов
- Зщ Александр Жмаев
- Зщ Андрей Зубков
- Зщ Алексей Мирошников
- Зщ Евгений Михалкевич
- Зщ  Антон Петров
- Зщ Павел Плотников
- Зщ Дмитрий Саенко
- Зщ Александр Троицкий
- Нп  Андрей Андриевский
- Нп  Николай Бабенко
- Нп Денис Березов
- Нп  Эдуард Валиуллин
- Нп Владимир Воронцов
- Нп Алексей Галынский
- Нп  Сергей Заделенов
- Нп Дмитрий Иванов
- Нп Константин Коробов
- Нп  Дмитрий Крамаренко
- Нп  Валерий Кулибаба
- Нп Александр Лазутин
- Нп Николай Мариненко
- Нп Андрей Никитенко
- Нп Роман Осколков
- Нп Алексей Попов
- Нп Андрей Сидляров
- Нп Андрей Вас. Смирнов
- Нп Александр Сырцов
- Нп Павел Терехов
- Нп Игорь Трухачев
- Нп  Валерий Тушенцов ← «Трактор»
- Нп  Владимир Хайлак
- Нп  Владимир Хамракулов
- Нп Евгений Чепрасов
- Нп Евгений Чижмин
- Нп Сергей Чумаков
- Нп Георгий Шумский
- Нп Александр Яковлев
- Главный тренер: Александр Кузьмин

## «Трактор»
- Вр  Михаил Емельянов
- Вр Андрей Зуев
- Вр Алексей Старков
- Зщ Дмитрий Бурлуцкий
- Зщ Рашит Галимжанов
- Зщ Анвар Гатиятулин
- Зщ Сергей Гринь
- Зщ Константин Гусев
- Зщ Александр Гуськов
- Зщ Александр Жуков
- Зщ Пётр Паньков
- Зщ Антон Петров
- Зщ Александр Троицкий
- Зщ Алексей Чикалин
- Зщ Александр Шварев
- Нп  Андрей Гаврилин → «Липецк»
- Нп Евгений Галкин
- Нп Антон Галлямов
- Нп Дмитрий Демидов
- Нп Андрей Диденко
- Нп Вячеслав Долишня
- Нп Дмитрий Иванов
- Нп Андрей Ковшевный
- Нп Владимир Кречин
- Нп Илья Лапшин
- Нп Максим Смельницкий
- Нп Олег Е. Смирнов
- Нп  Константин Татаринцев
- Нп Алексей Тертышный
- Нп Евгений Толкачев
- Нп  Валерий Тушенцов → «Рубин»
- Нп Олег Черкасов
- Нп Максим Черников
- Главный тренер: Сергей Григоркин

## «Спартак»
- Вр Алексей Емельянов
- Вр Андрей Медведев
- Вр Александр Никифоров
- Вр Евгений Чечин
- Зщ Александр Гришин
- Зщ Владимир Думнов
- Зщ Алексей Комаров
- Зщ Виктор Косаткин
- Зщ Евгений Петрочинин
- Зщ  Олег Полковников
- Зщ Сергей Решетников
- Зщ Николай Сёмин
- Зщ Владимир Тюриков
- Нп Игорь Болдин
- Нп Илья Бякин
- Нп Дмитрий Воронцов
- Нп Георгий Евтюхин
- Нп  Евгений Есаулов
- Нп Денис Иванов
- Нп Алексей Кочегаров
- Нп  Алексей Лазаренко
- Нп Сергей Лучинкин
- Нп Денис Мартынюк
- Нп Константин Митрошкин
- Нп Владимир Поздняков
- Нп Максим Рыбин
- Нп Олег В. Смирнов
- Нп Максим Степанов
- Нп Александр Суглобов
- Нп Александр Татаринов
- Нп  Сергей Чернявский
- Нп Дмитрий Чумаченко
- Главный тренер: Александр Якушев

## «Химик»
- Вр Валерий Емельянов
- Вр Олег Лаврецкий
- Вр  Юрий Шундров
- Зщ Иван Андрияшев
- Зщ Александр Головкин
- Зщ Игорь Грачёв
- Зщ Виталий Дрындин
- Зщ Андрей Ершов
- Зщ  Сергей Залипятских
- Зщ Олег Кобзев
- Зщ Евгений Крутов
- Зщ Андрей Логинов
- Зщ Александр Сивов
- Нп Игорь Бахмутов
- Нп Михаил Белобрагин
- Нп Евгений Гаранин
- Нп Вадим Гусев
- Нп Александр Евстигнеев
- Нп Александр Жинков
- Нп Владимир Ильин
- Нп Сергей Королёв
- Нп Павел Костичкин
- Нп Алексей Крутов
- Нп Сергей Н. Макаров
- Нп Сергей Морозов
- Нп Евгений Пастернацкий
- Нп  Евгений Пастух
- Нп Андрей Пономарев
- Нп Александр С. Попов
- Нп Александр Романов
- Нп Владимир Солдатов
- Нп Владимир Уваров
- Нп Андрей Фролкин
- Нп Александр Чибиряев
- Главный тренер: Владимир Васильев

## «Крылья Советов»
- Вр Олег Браташ
- Вр Сергей Дроздов
- Вр Дмитрий Мыльников
- Вр Сергей Подпузько
- Зщ Алексей Амелин
- Зщ Виталий Атюшов
- Зщ Андрей Есипов
- Зщ Роман Казыханов
- Зщ Леонид Канарейкин
- Зщ Владимир Крамской
- Зщ Игорь Плотников
- Зщ Павел Рыбаков
- Зщ  Андрей Савченко
- Зщ Андрей К. Смирнов
- Зщ Илья Сташенков
- Зщ Александр Терехов
- Зщ Максим Чуканов
- Зщ Андрей Шарапов
- Зщ Игорь Щадилов
- Зщ Николай Щедров
- Нп Алексей Бадюков
- Нп Руслан Берников
- Нп Александр Бойков
- Нп Павел Бойченко
- Нп  Александр Василевский → «Сокол» → «Северсталь»
- Нп Эдуард Горбачев
- Нп Юрий Добрышкин
- Нп Игорь Дорофеев
- Нп  Олег Еремеев
- Нп Владимир Зоркин
- Нп Алексей Климантов
- Нп Ярослав Люзенков
- Нп Сергей Вл. Макаров
- Нп Андрей Максименко
- Нп Айдар Мусакаев
- Нп  Алексей Поникаровский → «Динамо» М (0)
- Нп Александр Савченков
- Нп Алексей Сергиевский
- Нп Сергей Соин
- Нп  Денис Тарахчан
- Нп Виталий Томилин
- Нп Виктор Тюменев
- Нп Евгений Федоров
- Нп Дмитрий Чащин
- Нп Евгений Штепа
- Главный тренер: Василий Спиридонов